# یلوه‌های پاسرخ
یلوه‌های پاسرخ Pardirallus سرده‌ای از پرندگان خانواده یلوگان و شامل سه گونه بومی مناطق باتلاقی آمریکای جنوبی، مرکزی و کارائیب است، اگرچه شواهد فسیلی نشان می‌دهد که آنها زمانی در شمال تا جایی که آیداهوی کنونی نامیده می‌شود، بوده‌اند. آنها ۲۵–۳۸ سانتی‌متر طول و نوک سبز مایل به دراز و پاهای مایل به قرمز دارند. یلوه خالدار آمریکایی به رنگ قهوه‌ای مایل به سیاه با نشانه‌های سفید است، در حالی که دو یلوه دیگر قهوه‌ای در بالاتنه و خاکستری تیره در پایین‌تنه هستند.
سردهٔ Pardirallus توسط طبیعت‌شناس فرانسوی چارلز لوسین بناپارت در سال ۱۸۵۶ با یلوه خالدار (Pardirallus maculatus) به عنوان گونه نماد برپا شد. نام عمومی ترکیبی از واژه یونان باستان pardos به معنای "پلنگ" با سردهٔ Rallus است.
| نگاره | نام علمی                   | نام رایج             | پراکنش |
| ----- | -------------------------- | -------------------- | --- |
|       | Pardirallus maculatus      | یلوه خالدار آمریکایی | آرژانتین، بلیز، بولیوی، برزیل، جزایر کیمن، شیلی، کلمبیا، کاستاریکا، کوبا، جمهوری دومینیکن، اکوادور، السالوادور، گویان فرانسه، گویان، جامائیکا، مکزیک، پاناما، پاراگوئه، پرو، سورینام، ترینیداد و توباگو، اروگوئه، ونزوئلا، و احتمالاً هندوراس. |
|       | Pardirallus nigricans      | یلوه سیاه‌فام         | شمال شرقی برزیل از جنوب تا جنوب شرقی برزیل و غرب به شمال آرژانتین و شرق پاراگوئه |
|       | Pardirallus sanguinolentus | یلوه سربی            | آرژانتین، بولیوی، برزیل، شیلی، اکوادور، پاراگوئه، پرو و اروگوئه و ولگرد جزایر فالکلند است. |